# Боздаг (гора)
Боздаг або Драмський Боздаг, або іноді Мрамориця (грец. Φαλακρό, Фалакро) — гора в Егейській Македонії, Греції та Болгарії. Найвища точка — пік Пророк Ілля (Профітіс Іліяс) — 2232 метри над рівнем моря.

## Географія

### Розташування
Гора Боздаг розташована в південній частині Рило-Родопського гірського масиву між горами Старгач, Пангей (Кушниця), Чалдаг і Родопи і оточена Неврокопською, Зарневською і Драмською котловинами. На її південному підніжжі розташоване місто Драма .

### Межі
На захід, через короткий гірський хребет Штудер з'єднується з горою Змійниця (Менікіо), на півночі — з долиною річки Места і областю Чеч, на південному сході з хребтом Голомбар, що межує з горою Чалдаг (Леканіс Орі), а на півдні — з Драмською котловиною.

### Ділення
Масив Боздаг складається з трьох ділянок: Найпівнічніший, який ще називають гори Св. Тодора, доходить до річки Места біля сіл Петрелик, Теплен, Беслен і Ракищен. В Болгарії він також відомий як «Бесленски рид». Найвища точка -пік Чиплак-баїр (1091 м) на кордоні між Болгарією і Грецією.
Середня частина, відома як гора Шилка, розташована між селами Зерневе, Руждне, Волак і Лівадишта. Найвища точка — пік Пневма (1629 м) на грецькій території. Його північно-східне відгалуження Вісеник доходить до річки Места біля села Горна Лакавиця.
Південний схил Боздага називається Дебелина і, за словами Василя Канчова, охоплює найвищі частини гори вздовж західної долини Мести до її впадіння в Егейське море, включаючи гору Чалдаг. Згідно з іншими даними, Дебелина це значно менший схил і розташований на південь від Волака і на захід від сіл Кончен і Бабалець.

### Піки

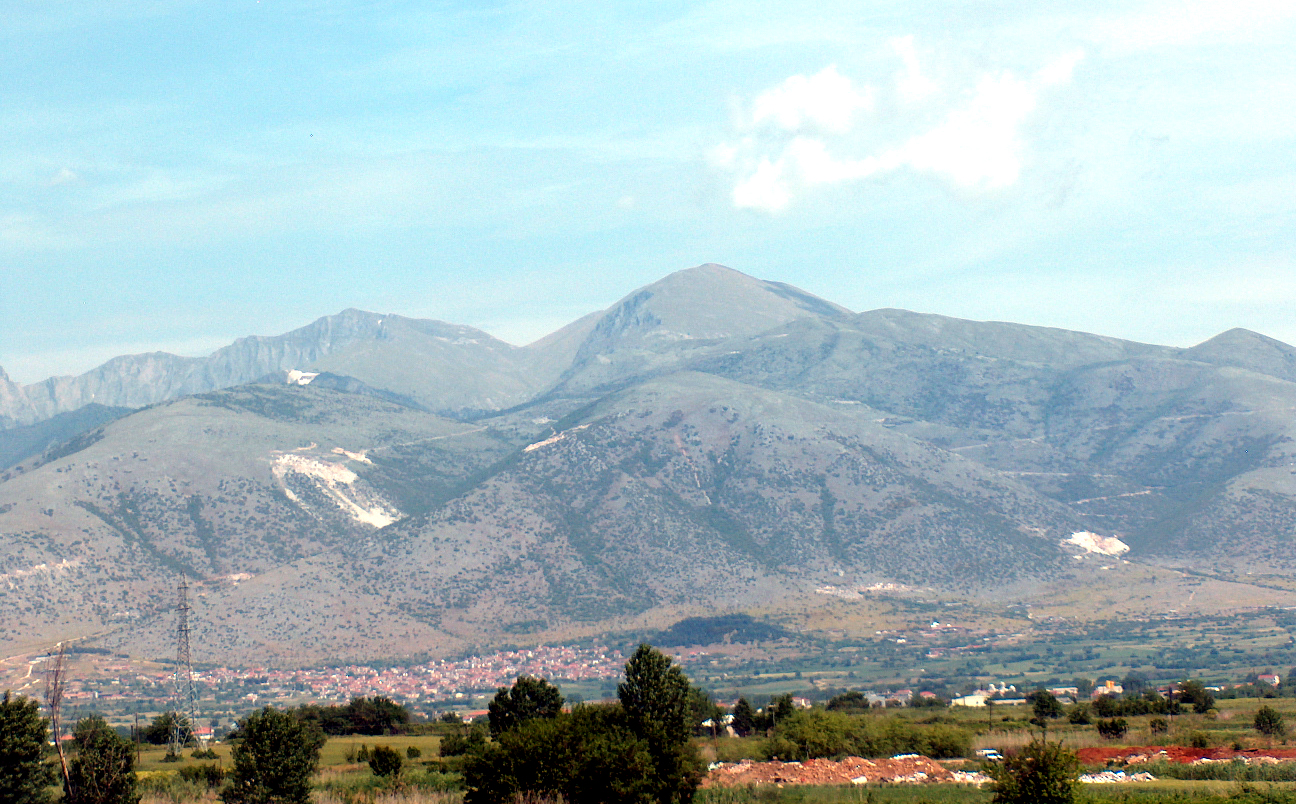
Вид Боздага.

Його найвища точка — пік Пророк Ілія (Профітіс Іліяс) — 2232 метри над рівнем моря, а другий по висоті — Вардина — 2194 метри. З інших піків відомі: Трия Кефалія (Триглав — 2176 м), Псевдодонти (Фальшивий зуб — 2086 м), Карталка (2035), Тикильниця (2020 м) і Корицомагула (Мамина могила — 1996 м). Між Карталкою і Пророком Ілією є Хіонотріпа (Снежницата), печера глибиною у 100 метрів, з характерними крижаними сталактитами і сталагмітами.

## Геологічна будова
Масив майже повністю складається з мармуру. У нижній частині знаходяться кристалічні сланці, тріасові пісковики і наносні конуси. У західній частині біля села Руждне є граніти.

## Корисні копалини
Характерними для гори є мармурові кар'єри.

## Клімат і води
З Боздага беруть початок річка Драматиця (Ангітіс).

## Ґрунти
Скелі покриті суглинними ґрунтами.

## Рослинний і тваринний світ
Гора зберігає значне флористичне розмаїття — понад 500 різних таксономічних одиниць (видів і підвидів рослин). Високогірні масиви включені до біологічної мережі Natura 2000 під назвою «Піки гори Фалакро».
У нижній частині гори вкриті лісами, а у вищій — травою. На північних схилах гори пасуться стада корів, овець, коней і мулів. Ними прокладені стежки з підніжжя до кожного піку.

## Історія
У 1942 році, під час болгарського панування у Східній Македонії та Фракії під час Другої світової війни, гора була перейменована на Мраморицю, але назва не прижилася. У перекладі з турецької Боздаг означає сіра гора, а грецьку назва означає — лиса гора (Фалакро Орос).

## Туризм
Лижний центр Фалакро розташований на висоті 1702 метри над рівнем моря і є відправною точкою до піків масиву. Він має сучасну інфраструктуру і входить до числа кращих у всій Греції. До центру можна дістатися асфальтованим шляхом, відгалуженням від головної дороги EO57 Зернево-Драма. Від центру до першого піку Пророка Іллі потрібно близько години пішки.
В якості туристичного атракціону пропонується також на висоті 1200 метрів на південному схилі гори парапланерський повітряний коридор Пиргос-Петрус.